# Baanes Mamiconi
|  | Per a altres significats, vegeu «Baanes I Mamiconi». |

Baanes Mamiconi, dit també Baanes l'Apòstata, fou cap del partit persa i marzban d'Armènia per espai d'uns mesos vers 369-370.
Segons Christian Settipani era fill d'Hamazasp, que era fill d'Artavasdes I; i segons Cyril Toumanoff era fill d'Artavasdes II. De totes maneres, era el germà menor de Vasaces I Mamiconi i Vardanes I Mamiconi.
Degué ser després del 360, any en què es va formalitzar l'aliança amb Roma, quan dos dels senyors més poderosos d'Armènia, Meruzanes Arzeruni i Baanes Mamiconi, van passar a Pèrsia amb el rei Sapor II (310-379) i es van convertir al mazdeisme. Un d'ells es va casar amb una princesa sassànida. El germà de Baanes, Vardanes I Mamiconi, cap del partit persa, fou assassinat per ordre del rei, però la data no està establerta. En canvi el seu germà, Vasaces I Mamiconi, fou cap del partit proromà.
El 368 els perses van conquerir Armènia. El 369 Sapor II va venir al país acompanyat de Meruzanes Arzeruni i de Baanes Mamiconi. El rei va acampar a les runes de Zarehavan on va exercir cruels represàlies com fer aplanar als captius per les potes dels elefants, o fer desfilar despullades les dones dels nakharark (algunes d'elles van passar després a l'harem del rei).
Meruzanes Arzeruni i Baanes Mamiconi van rebre el govern del país i van intentar implantar-hi el mazdeisme. Qui es va negar va patir cruels represàlies, com la dona de Garegin Reixtuní, Hamazaspuhi, que tot i que era cunyada de Baanes Mamiconi fou penjada dels peus a una torre.